# Mutum (kommun)
Mutum är en kommun i Brasilien.   Den ligger i delstaten Minas Gerais, i den sydöstra delen av landet, 800 km sydost om huvudstaden Brasília. Antalet invånare är 26 672.
Följande samhällen finns i Mutum:
- Mutum

Omgivningarna runt Mutum är huvudsakligen savann. Runt Mutum är det glesbefolkat, med 12 invånare per kvadratkilometer.